# Главное политическое управление Советской армии и Военно-морского флота
Главное политическое управление Советской армии и Военно-морского флота — центральный военно-политический орган управления, осуществлявший партийно-политическую работу в Вооружённых силах РСФСР и СССР, существовавший в 1919—1991 годах.

## Наименование
Неоднократно менялось наименование:
- Всероссийское бюро военных комиссаров (1918);
- Политический отдел Революционного военного совета Республики (1919);
- Политическое управление Революционного военного совета Республики (ПУР РВСР, 1919—1922);
- Политическое управление Революционного военного совета СССР (ПУР РВС СССР, 1922—1924);
- Политическое управление Рабоче-крестьянской Красной армии (ПУ РККА, 1924—1940) и Политическое управление Рабоче-крестьянского Красного флота (ПУ РККФ, 1938—1940);
- Главное управление политической пропаганды Рабоче-крестьянской Красной армии (ГУПП РККА, 1940—1941) и Главное управление политической пропаганды Военно-Морского Флота (ГУПП ВМФ, 1940—1941);
- Главное Политическое управление Рабоче-крестьянской Красной армии (ГУПП РККА, 1941—1946) и Главное политическое управление Военно-Морского Флота СССР (ГУПП ВМФ СССР, 1941—1946);
- Главное политическое управление Вооружённых Сил СССР (ГПУ ВС СССР, 1946—1950);
- Главное политическое управление Советской армии (ГПУ СА, 1950—1953) и Главное политическое управление Военно-Морского Флота СССР (ГПУ ВМФ СССР, 1950—1953);
- Главное политическое управление Министерства обороны СССР (ГПУ МО СССР, 1953—1958);
- Главное политическое управление Советской армии и Военно-Морского Флота (ГПУ СА и ВМФ СССР, 1958—1991);
- Главное военно-политическое управление Вооружённых Сил СССР (ГВПУ ВС СССР, 1991).

Начальная аббревиатура ПУР (от Политическое управление РВС) постепенно стало просто названием, альтернативным ГПУ[что?].

## История

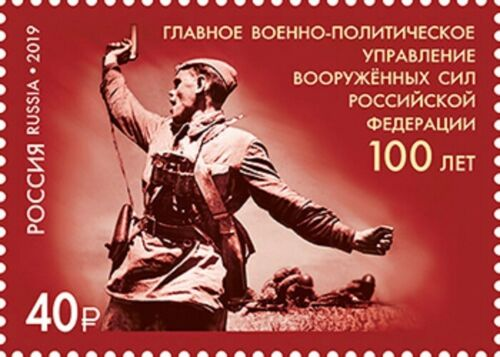
Почтовая марка России 2019 года, посвящённая столетию со дня образования органов военно-политической работы в Вооружённых Силах

Предшественником организации было созданное в апреле 1918 года Всероссийское бюро военных комиссаров (под руководством Константина Юренёва).
Решение о создании центрального военно-политического органа, призванного руководить всей партийно-политической работой в Вооружённых Силах СССР было принято VIII съездом РКП(б) в 1919 году. Окончательно оно было создано 18 апреля 1919 года для руководства партийно-политической работой в Красной армии и на Флоте приказом РВСР № 674.
18 апреля 1919 года было преобразовано в Политический отдел РВС Республики, переименованный 15 мая 1919 года в Политическое управление РВС Республики — ПУР. Система руководства партийными органами была закреплена в Уставе РКП(б) 1919 года. В годы гражданской войны ПУР вело работу по руководству политорганами РККА.
В ведение Политуправления входила «вся политическо-просветительская и агитационная работа в Красной армии и на Флоте». Начальник ПУРа назначался Реввоенсоветом и подчинялся ему в административном отношении. В своих действиях он руководствовался «как приказами РВСР, так и указаниями ЦК РКП». Положение утвердило сложившуюся к 1 сентября 1920 года структуру. С переходом на мирное положение ПУР стал называться Политуправлением Красной армии (ПУРККА).

## Переименования и руководители
| Армия | Флот |
| --- | --- |
| Политотдел и политуправление РВСР (1919—1922) - 31.05.1919 — ??.01.1921 — Смилга, Ивар Тенисович - 03.01.1921 — 13.05.1921 — Соловьев Василий Иванович - 13.05.1921 — 09.01.1922 — Гусев, Сергей Иванович | |
| Политическое управление РВС СССР (1922—1924) - 09.01.1922 — 28.08.1922 — Серебряков Леонид Петрович - 28.08.1922 — 17.01.1924 — Антонов-Овсеенко, Владимир Александрович - 17.01.—28.03.1924 — Бубнов, Андрей Сергеевич | |
| Политическое управление РККА (1924—1940) - 28.03.1924 — 01.10.1929 — Бубнов, Андрей Сергеевич - 01.10.1929 — 31.05.1937 — Гамарник, Ян Борисович, армейский комиссар 1 ранга - 06.—12.1937 — Смирнов, Пётр Александрович, армейский комиссар 1 ранга - 30.12.1937 — 25.07.1940 — Мехлис, Лев Захарович, армейский комиссар 1 ранга                                                        | Политическое управление РККФ (1938—1940) - 01.—06.1938 — Шапошников, Михаил Романович, корпусной комиссар - 21.06.1938 — ??.05.1939 — Надёжин, Иван Павлович, бригадный комиссар - ??.05.1939 — ??.08.1940 — Рогов, Иван Васильевич, армейский комиссар 2 ранга |
| Главное управление политической пропаганды Красной армии (1940—1941) - 25.07.—06.09.1940 — Мехлис, Лев Захарович, армейский комиссар 1 ранга - 06.09.1940 — 21.06.1941 — Запорожец, Александр Иванович, армейский комиссар 1 ранга - 21.06.—16.07.1941 — Мехлис, Лев Захарович, армейский комиссар 1 ранга                                                                                | Главное управление политической пропаганды ВМФ СССР (1940—1941) - ??.08.1940 — 22.07.1941 — Рогов, Иван Васильевич, армейский комиссар 2 ранга |
| Главное политическое управление РККА (1941—1946) - 16.07.1941 — 12.06.1942 — Мехлис, Лев Захарович, корпусной комиссар (с 04.06.1942) - 12.06.1942 — 10.05.1945 — Щербаков, Александр Сергеевич, генерал-полковник - 08.09.1945 — ??.02.1946 — Шикин, Иосиф Васильевич, генерал-полковник                                                                                                 | Главное политическое управление ВМФ СССР (1941—1946) - 22.07.1941 — ??.02.1946 — Рогов, Иван Васильевич, генерал-полковник береговой службы |
| Главное политическое управление Вооружённых Сил СССР (1946—1950) - ??.02.1946 — ??.02.1949 — Шикин, Иосиф Васильевич, генерал-полковник - ??.02.1949 — ??.02.1950 — Кузнецов, Фёдор Федотович, генерал-полковник | |
| Главное политическое управление Советской армии (1950—1953) - 02.—03.1950 — Кузнецов, Фёдор Федотович, генерал-полковник - 03.—07.1950 — Крайнюков, Константин Васильевич, генерал-полковник - ??.07.1950 — ??.04.1953 — Кузнецов, Фёдор Федотович, генерал-полковник | Главное политическое управление ВМФ СССР (1950—1953) - ??.03.1950 — 06.03.1953 — Захаров, Семён Егорович, адмирал - 06—16.03.1953 — Брежнев, Леонид Ильич, генерал-майор                                                                                        |
| Главное политическое управление МО СССР (1953—1958) - ??.04.1953 — ??.01.1958 — Желтов, Алексей Сергеевич, генерал-полковник - 01.1958 — 25.04.1958 — Голиков, Филипп Иванович, генерал-полковник | |
| Главное политическое управление Советской армии и Военно-Морского Флота (1958—1991) - 25.04.1958 — 30.04.1962 — Голиков, Филипп Иванович, Маршал Советского Союза. - 30.04.1962 — 17.07.1985 — Епишев, Алексей Алексеевич, генерал армии. - 17.07.1985 — ??.07.1990 — Лизичев, Алексей Дмитриевич, генерал армии. - ??.07.1990 — 11.01.1991 — Шляга, Николай Иванович, генерал-полковник. | |
| Главное военно-политическое управление Вооружённых Сил СССР (1991) - 11.01.—29.08.1991 — Шляга, Николай Иванович, генерал-полковник | |